# Viêm Lăng
Viêm Lăng (chữ Hán giản thể: 炎陵县) là một huyện thuộc địa cấp thị Chu Châu, tỉnh Hồ Nam, Cộng hòa Nhân dân Trung Hoa. Huyện này có diện tích 2031 ki-lô-mét vuông, dân số có hộ tịch là 178.079 người (năm 2004). Huyện lỵ đóng tại trán Hà Dương. Huyện này giáp: phía đông giáp Tỉnh Cương Sơn và Toại Xuyên của Giang Tây, phía nam giáp Quế Đông, phía tây giáp Tư Hưng, Vĩnh Hưng và An Nhân, phía bắc giáp Trà Lăng. Huyện có quốc lộ 106 chạy qua. Đây là một huyện nông nghiệp. Địa điểm đáng chú ý có Viêm Đế Lăng.

## Khí hậu
| Dữ liệu khí hậu của Viêm Lăng, elevation 269 m (883 ft), (1991–2020 normals, extremes 1981–2010) | Dữ liệu khí hậu của Viêm Lăng, elevation 269 m (883 ft), (1991–2020 normals, extremes 1981–2010) | Dữ liệu khí hậu của Viêm Lăng, elevation 269 m (883 ft), (1991–2020 normals, extremes 1981–2010) | Dữ liệu khí hậu của Viêm Lăng, elevation 269 m (883 ft), (1991–2020 normals, extremes 1981–2010) | Dữ liệu khí hậu của Viêm Lăng, elevation 269 m (883 ft), (1991–2020 normals, extremes 1981–2010) | Dữ liệu khí hậu của Viêm Lăng, elevation 269 m (883 ft), (1991–2020 normals, extremes 1981–2010) | Dữ liệu khí hậu của Viêm Lăng, elevation 269 m (883 ft), (1991–2020 normals, extremes 1981–2010) | Dữ liệu khí hậu của Viêm Lăng, elevation 269 m (883 ft), (1991–2020 normals, extremes 1981–2010) | Dữ liệu khí hậu của Viêm Lăng, elevation 269 m (883 ft), (1991–2020 normals, extremes 1981–2010) | Dữ liệu khí hậu của Viêm Lăng, elevation 269 m (883 ft), (1991–2020 normals, extremes 1981–2010) | Dữ liệu khí hậu của Viêm Lăng, elevation 269 m (883 ft), (1991–2020 normals, extremes 1981–2010) | Dữ liệu khí hậu của Viêm Lăng, elevation 269 m (883 ft), (1991–2020 normals, extremes 1981–2010) | Dữ liệu khí hậu của Viêm Lăng, elevation 269 m (883 ft), (1991–2020 normals, extremes 1981–2010) | Dữ liệu khí hậu của Viêm Lăng, elevation 269 m (883 ft), (1991–2020 normals, extremes 1981–2010) |
| Tháng                                                                                            | 1                                                                                                | 2                                                                                                | 3                                                                                                | 4                                                                                                | 5                                                                                                | 6                                                                                                | 7                                                                                                | 8                                                                                                | 9                                                                                                | 10                                                                                               | 11                                                                                               | 12                                                                                               | Năm                                                                                              |
| ------------------------------------------------------------------------------------------------ | ------------------------------------------------------------------------------------------------ | ------------------------------------------------------------------------------------------------ | ------------------------------------------------------------------------------------------------ | ------------------------------------------------------------------------------------------------ | ------------------------------------------------------------------------------------------------ | ------------------------------------------------------------------------------------------------ | ------------------------------------------------------------------------------------------------ | ------------------------------------------------------------------------------------------------ | ------------------------------------------------------------------------------------------------ | ------------------------------------------------------------------------------------------------ | ------------------------------------------------------------------------------------------------ | ------------------------------------------------------------------------------------------------ | ------------------------------------------------------------------------------------------------ |
| Cao kỉ lục °C (°F)                                                                               | 27.6 (81.7)                                                                                      | 31.7 (89.1)                                                                                      | 35.6 (96.1)                                                                                      | 36.2 (97.2)                                                                                      | 36.8 (98.2)                                                                                      | 37.4 (99.3)                                                                                      | 41.6 (106.9)                                                                                     | 39.7 (103.5)                                                                                     | 38.5 (101.3)                                                                                     | 36.1 (97.0)                                                                                      | 33.8 (92.8)                                                                                      | 28.9 (84.0)                                                                                      | 41.6 (106.9)                                                                                     |
| Trung bình ngày tối đa °C (°F)                                                                   | 11.0 (51.8)                                                                                      | 14.1 (57.4)                                                                                      | 17.8 (64.0)                                                                                      | 24.4 (75.9)                                                                                      | 28.6 (83.5)                                                                                      | 31.5 (88.7)                                                                                      | 34.4 (93.9)                                                                                      | 33.2 (91.8)                                                                                      | 29.9 (85.8)                                                                                      | 25.2 (77.4)                                                                                      | 19.8 (67.6)                                                                                      | 13.9 (57.0)                                                                                      | 23.6 (74.6)                                                                                      |
| Trung bình ngày °C (°F)                                                                          | 6.4 (43.5)                                                                                       | 8.9 (48.0)                                                                                       | 12.5 (54.5)                                                                                      | 18.4 (65.1)                                                                                      | 22.7 (72.9)                                                                                      | 25.9 (78.6)                                                                                      | 27.8 (82.0)                                                                                      | 26.8 (80.2)                                                                                      | 23.9 (75.0)                                                                                      | 19.0 (66.2)                                                                                      | 13.5 (56.3)                                                                                      | 8.1 (46.6)                                                                                       | 17.8 (64.1)                                                                                      |
| Tối thiểu trung bình ngày °C (°F)                                                                | 3.6 (38.5)                                                                                       | 5.7 (42.3)                                                                                       | 9.3 (48.7)                                                                                       | 14.4 (57.9)                                                                                      | 18.7 (65.7)                                                                                      | 22.1 (71.8)                                                                                      | 23.3 (73.9)                                                                                      | 23.0 (73.4)                                                                                      | 20.1 (68.2)                                                                                      | 14.9 (58.8)                                                                                      | 9.5 (49.1)                                                                                       | 4.5 (40.1)                                                                                       | 14.1 (57.4)                                                                                      |
| Thấp kỉ lục °C (°F)                                                                              | −5.2 (22.6)                                                                                      | −4.5 (23.9)                                                                                      | −3.6 (25.5)                                                                                      | 1.5 (34.7)                                                                                       | 8.3 (46.9)                                                                                       | 12.6 (54.7)                                                                                      | 16.8 (62.2)                                                                                      | 16.3 (61.3)                                                                                      | 10.8 (51.4)                                                                                      | 1.2 (34.2)                                                                                       | −2.6 (27.3)                                                                                      | −7.6 (18.3)                                                                                      | −7.6 (18.3)                                                                                      |
| Lượng Giáng thủy trung bình mm (inches)                                                          | 78.3 (3.08)                                                                                      | 91.5 (3.60)                                                                                      | 170.8 (6.72)                                                                                     | 171.2 (6.74)                                                                                     | 191.2 (7.53)                                                                                     | 237.9 (9.37)                                                                                     | 173.3 (6.82)                                                                                     | 193.2 (7.61)                                                                                     | 95.3 (3.75)                                                                                      | 62.9 (2.48)                                                                                      | 79.9 (3.15)                                                                                      | 61.4 (2.42)                                                                                      | 1.606,9 (63.27)                                                                                  |
| Số ngày giáng thủy trung bình (≥ 0.1 mm)                                                         | 15.6                                                                                             | 15.0                                                                                             | 19.8                                                                                             | 18.1                                                                                             | 18.2                                                                                             | 17.1                                                                                             | 15.0                                                                                             | 16.6                                                                                             | 11.9                                                                                             | 9.5                                                                                              | 11.3                                                                                             | 11.6                                                                                             | 179.7                                                                                            |
| Số ngày tuyết rơi trung bình                                                                     | 2.5                                                                                              | 1.3                                                                                              | 0.3                                                                                              | 0                                                                                                | 0                                                                                                | 0                                                                                                | 0                                                                                                | 0                                                                                                | 0                                                                                                | 0                                                                                                | 0                                                                                                | 0.7                                                                                              | 4.8                                                                                              |
| Độ ẩm tương đối trung bình (%)                                                                   | 83                                                                                               | 83                                                                                               | 84                                                                                               | 82                                                                                               | 81                                                                                               | 81                                                                                               | 77                                                                                               | 81                                                                                               | 81                                                                                               | 79                                                                                               | 81                                                                                               | 81                                                                                               | 81                                                                                               |
| Số giờ nắng trung bình tháng                                                                     | 65.9                                                                                             | 72.2                                                                                             | 76.2                                                                                             | 112.2                                                                                            | 139.4                                                                                            | 150.9                                                                                            | 226.4                                                                                            | 192.1                                                                                            | 153.2                                                                                            | 144.7                                                                                            | 123.3                                                                                            | 108.9                                                                                            | 1.565,4                                                                                          |
| Phần trăm nắng có thể                                                                            | 20                                                                                               | 23                                                                                               | 20                                                                                               | 29                                                                                               | 33                                                                                               | 37                                                                                               | 54                                                                                               | 48                                                                                               | 42                                                                                               | 41                                                                                               | 38                                                                                               | 34                                                                                               | 35                                                                                               |
| Nguồn: China Meteorological Administration                                                       |                                                                                                  |                                                                                                  |                                                                                                  |                                                                                                  |                                                                                                  |                                                                                                  |                                                                                                  |                                                                                                  |                                                                                                  |                                                                                                  |                                                                                                  |                                                                                                  |                                                                                                  |